# Landtafel

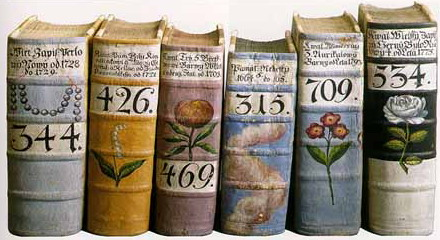
Register der böhmischen Landtafel

Die sogenannten Landtafeln (tschech. desky zemské) waren zuerst in Böhmen und Mähren eingeführte Register, in denen der Adel seine wichtigen Rechtsgeschäfte aufzeichnen ließ. In den Landtafeln wurde vor allem der adlige Grundbesitz erfasst. Von Tafeln spricht man, weil der Tradition nach die Aufzeichnungen zuerst auf Holztafeln erfolgt sein sollen. Dies ist aber nie der Fall gewesen, vielmehr fanden Registerbücher Verwendung.
1321 wurde die böhmische, 1348 die mährische Landtafel eingerichtet. Die Adelsgemeinden der Nachbarländer Österreich und Steiermark übernahmen bald Institution und Begriff.
In den landesherrlichen Kanzleien der bayerischen Teilherzogtümer wurden Landtafeln seit dem 15. Jahrhundert geführt.
Die Landtafel waren amtliche Bücher in die seit dem 13. Jahrhundert Urteile des Landgerichts und Privilegien und Rechte der einzelnen Adeligen und des ganzen Landes eingetragen wurden.
Aus dem Grund der Durchführung von Eintragungen der öffentlich-rechtlichen Urkunden, der Königsprivilegien und der Landtagsbeschlüsse in die Landtafel gehörte das Landtafelamt zu den bedeutenden machtpolitischen Institutionen.

## Landtafelamt auf der Prager Burg

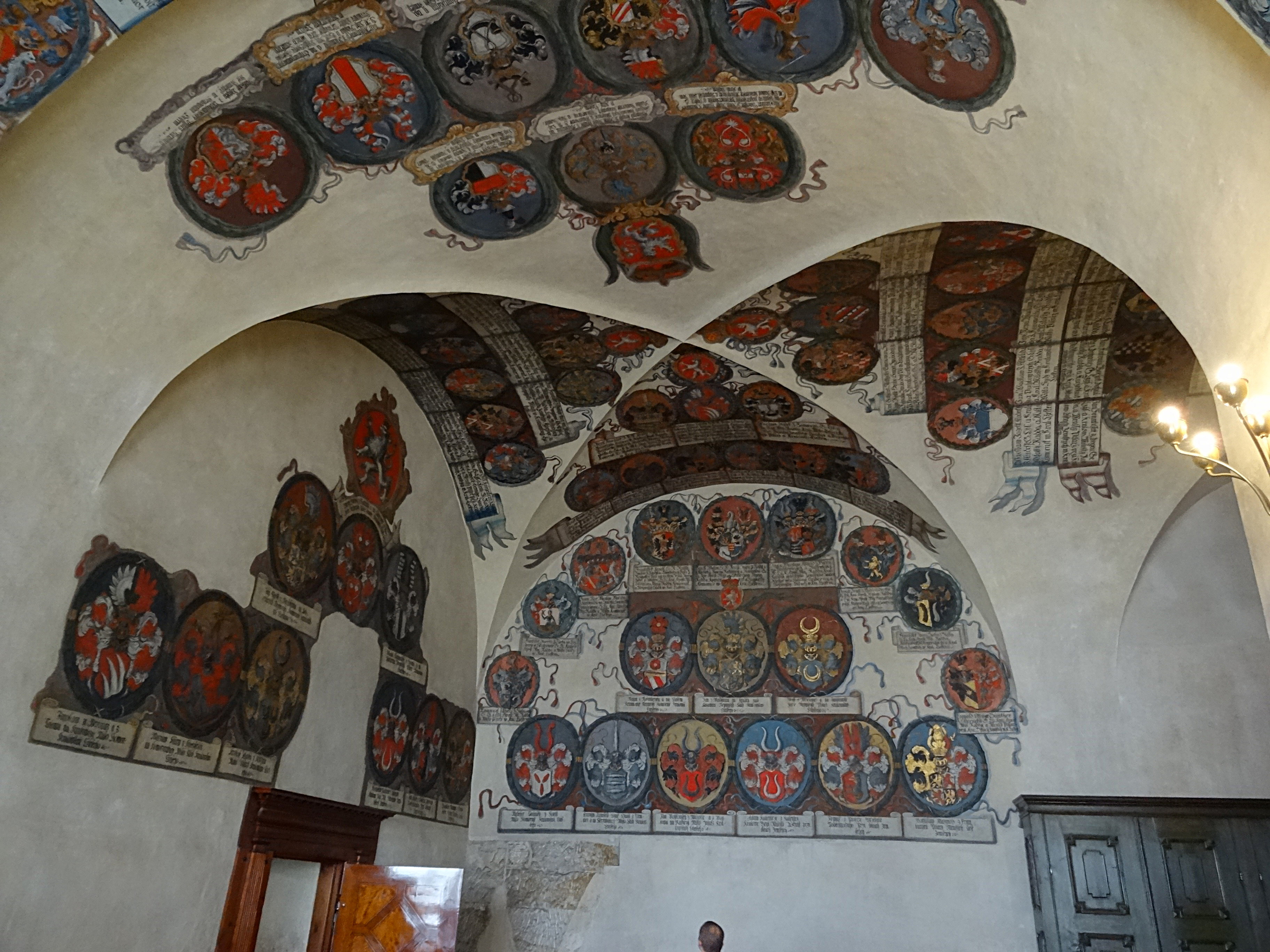
Deckenbemalung im Saal der Neuen Landtafeln

Das böhmische Landtafelamt befand sich im Alten Königspalast der Prager Burg. Nach dem Brand von 1541 wurden die Landtafeln bis zum Ende des 18. Jahrhunderts im Saal der Neuen Landtafeln (Síň Nových zemských desek) im ersten Obergeschoss aufbewahrt.
Die Aufsicht über die Landtafeln führte der Landschreiber, der die Eintragungen in der Landtafel durch seinen Stellvertreter, den Vizelandschreiber vornehmen ließ. Hiedurch ergab sich eine Verknüpfung des Landtafelinstitutes mit dem kleineren Landrecht. Für geringfügige Eintragungen wie Ladungen bestand das Amt des minderen Schreibers (písař menší).

## Einteilung der Landtafel

### Die Grössere Landtafel
- In die Kauf-Landtafel (libri contractum); wurden Vermögensübertragungen vom freien Grundbesitz, d. h. nicht nur Kauf und Verkauf, sondern auch Schenkungen, Vermächtnisse, Austausche, Stiftungen, Morgengabe, Erbzinsen und Vormundschaften eingetragen.
- In die Grössere Verschreibungslandtafel (libri obligationum) wurden Schulden und Pfände über 100 Schock böhmischer Groschen eingetragen[2]

### Die kleinere Landtafel
- Ladungsbücher (libri citationum):

Eintragungen von Ladungen – Beschickungen zum Größeren Landgericht (Kammer-Starosta)
- Streit und Erkenntnisbücher:

Eintragungen von gerichtlichen Erkenntnissen – Entscheidungen (Kleinschreiber)
- Wehr- und Abschätzungsbürcher:

Eintragungen von Abschätzungen des Liegenschaftwertes
- Register der Einführungen:

Eintragungen von einzelnen Schritten der sachlichen Exekution
- Kleinere Verschreibungsbücher – libri obligationum:

Eintragungen von Schulden und Pfände unter 100 Schock böhmischer Groschen
In Mähren wurden als Landtafel nur unstreitige Bücher, z. B. Kaufbücher libri contractum bezeichnet.

### Ständische Landtafel
Die Landtafel wurde immer auch als ständisches Archiv begriffen, denn in die Landtafel wurden die vom König erteilten Privilegien für einzelne Adelige und für das ganze Land und die Landtagsbeschlüsse eingetragen. Nach der Niederlage am Weißen Berg wurde die Landtafel dem König und den landesherrlichen Behörden wie der Böhmischen Kanzlei untergeordnet und die Stände verloren ihr Archiv. Nach den langen Überlegungen wurden 59 Bücher der ständischen Landtafel aus dem ganzen Komplex der Landtafel aussortiert, die von der Ständegemeinde übernommen wurden. Die ständischen Landtafeln beinhalteten: Eintragungen von Nobilitationen und Wappenerteilungen, Inkolaten und Land- und Ständezugeständnisse, Landtagsbeschlüsse, Kammergeldeintragungen und außerordentliche Steuereintragungen. Nach dem Jahre 1795 wurden in die ständische Landtafel nur Landtagsbeschlüsse und Adelsprivilegien eingetragen.

## Funktion
Seit dem  Ende des 13. Jahrhunderts wurden die Rechtsgeschäfte über alle freien Landesgüter der Stände, die landrechtlichen Urteilssprüche, die Majestätsbriefe und Privilegien und schließlich die Landtagsabschiede zum Beweis ihrer Rechtskraft in die verschiedenen Abteilungen der Landtafeln eingetragen. Nicht nur die kodifizierte Landesordnung, sondern auch die unsystematische Tradition der Landtafeln war so Rechtsquelle der Landesverfassung. Die Stände besaßen damit ein dauerndes Beweismittel für das vor allem von ihnen geprägte alte Herkommen. Und bei Handlungen gegen diese Rechtstradition setzte sich der König umso mehr der Gefahr des Widerstands aus.
Vom Herrscher stammende Dekrete und Verordnungen wurden zu der Regelung verschiedener Fragen erlassen. Die ältesten in Böhmen sind die sogenannten Dekrete des Fürsten Břetislav (auch Statuten von Hnězdno 1039), von denen die Chronica Boemorum des bekannten böhmischen Geschichtsschreibers Cosmas berichtet. Die Břetislavs Dekrete hatten vor allem einen Proklamationscharakter und der böhmische Staat bekannte sich hier eindeutig zu den christlichen Grundsätzen (Sie wurden in Hnězdno beim Grab von St. Vojtěch proklamiert).
Der Eintrag adliger Güter in die Landtafel hatte nicht zuletzt den Zweck, den Adel klar abzugrenzen. Nur wer ein in der Landtafel registriertes Gut hatte, gehörte zum böhmischen Adel und durfte am Landtag teilnehmen. Bei dieser engen Verbindung zum ständischen Landtag lag es nahe, bald auch die Landtagsbeschlüsse, sowie allgemeine Ordnungen und Statuten in den Landtafeln zu registrieren. Im Königreich Böhmen war die Eintragung in die Landtafeln seit dem 15. Jahrhundert überhaupt die Voraussetzung, dass ein Gesetz in Kraft treten konnte. Auch die Urteile des Landrechts, der höchsten ständischen Gerichte in Böhmen und Mähren, wurden in den Landtafeln verzeichnet. Bei einem Brand auf der Prager Burg im Jahr 1541 gingen die älteren böhmischen Landtafeln verloren. Teile sind in der Abschrift des Talmberger Kodex erhalten geblieben.
In den österreichischen Ländern wurden Zusammenstellungen anerkannter Privilegien eines Landes und das Verzeichnis des adeligen Grundbesitzes Landtafel genannt. Auch in den Alpenländern wurden sie fortwährend ergänzt und aktualisiert. Anders als in Böhmen dienten sie aber nicht zur Aufzeichnung der Urteile des Landgerichts, denn diese obersten Gerichte waren nicht rein adlig, sondern gemeinsame Angelegenheit der Stände und des Landesherren.

## Umwandlung und Ende
Auch nach der Einführung moderner rechtsstaatlicher Grundsätze in der Habsburgermonarchie blieben die Landtafeln in Böhmen, Mähren, Ober- und Niederösterreich erhalten. Sie wurden nach 1848 neben den Grundbüchern weitergeführt. 1854 wurden böhmische und mährische Landtafel geschlossen und mit dem Grundbuch zusammengeschlossen. In den tschechischen Ländern wurden die Landtafeln während der ersten tschechoslowakischen Republik aufgehoben. In Österreich kam es erst 1980 durch das Grundbuchsumstellungsgesetz vom 27. November 1980 zur Überführung der Daten aus den Landtafeln in die allgemeinen Grundbücher.